# ديناميكا الدم
ديناميكا الدم (بالإنجليزية: Hemodynamics)‏ هي حركة تدفق الدم. يتم التحكم في نظام الدورة الدموية عن طريق آليات تحافظ على الدم، حيث تُراقَب استجابة الدورة الدموية باستمرار وتتكيف مع ظروف الجسم وبيئته. وهكذا تفسِّر ديناميكا الدم القوانين الفيزيائية التي تحكم تدفق الدم في الأوعية الدموية. يمكن للعلاقات أن تكون أكثر تحديًا لأن الأوعية الدموية معقدة، مع العديد من طرق دخول الدم وخروجه في ظل ظروف متغيرة.

## النتاج القلبيومعدل التدفق

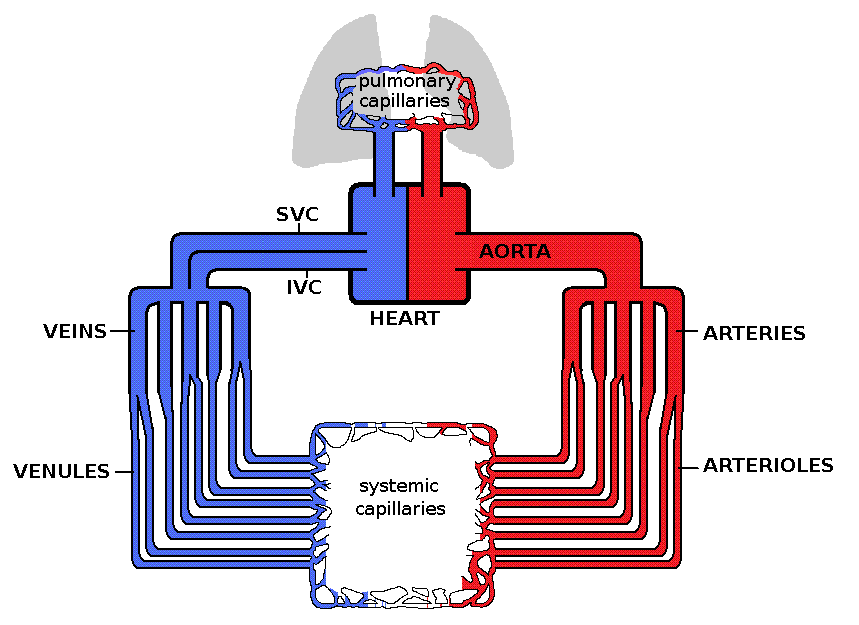
رسم تخطيطي للدورة الدموية

القلب هو محرّك الدورة الدموية، يقوم بضخ الدم من خلال الانقباض والاسترخاء المنتظمين. معدل تدفق الدم من القلب (غالبًا ما يعبر عنه بـ لتر / دقيقة) يُعرف باسم (CO) النتاج القلبي.
بعد أن يتم ضخ الدم من القلب، يدخل أولًا إلى الأورطى، وهو أكبر شرايين الجسم، ثم ينقسم إلى شرايين أصغر وأصغر حتى يصل إلى الشرينات وأخيرًا إلى الشعيرات الدموية حيث يحدث نقل الأكسجين. تتصل الشعيرات الدموية بالوريدات، ثم يمر الدم مرة أخرى عبر شبكة من الأوردة إلى أن يدخل الجانب الأيمن من القلب. الدورة الدموية الصغرى -الشرينات والشعيرات الدموية والوريدات- تمثّل المساحة الأكبر من الأوعية الدموية وهي موقع نقل الأكسجين، الجلوكوز، وركائز الانزيم إلى الخلايا. يعمل نظام الأوردة على إرجاع الدم الغير مؤكسد إلى البطين الأيمن حيث يتم ضخه إلى الرئتين، والتي تجعله مؤكسدًا وتقوم بطرد ثاني أكسيد الكربون وغيره من الفضلات الغازية أثناء التنفس. ثم يعود الدم إلى الجانب الأيسر من القلب وتبدأ العملية مرة أخرى.
في الدورة الدموية الطبيعية؛ يكون حجم الدم العائد إلى القلب في الدقيقة مساويًا تقريبًا لحجم الدم الذي يتم ضخه في الدقيقة (النتاج القلبي).
ونتيجة لذلك؛ يتم تحديد سرعة تدفق الدم عبر كل مستوى في الدورة الدموية بناءً على مجموع مساحة المقطع في هذا المستوى، وهو ما يُعبّر عنه رياضيًا بالمعادلة الآتية:
V=Q/A
حيث
- V=السرعة (سم/ث)
- Q=تدفق الدم (مل/ثانية)
- A=مساحة المقطع (سم2)

## ضغط الدمعبرالدورة الدموية
ينشأ الضغط من ضخ الدم بواسطة القلب في الدورة الدموية. حيث يُولِّد تدفق نابض للدم، والذي يصل إلى الشرايين، عبر الدورة الدموية الصغرى ثم يعود إلى القلب عن طريق الأوردة. خلال كل نبضة قلب، يختلف ضغط الدم الشرياني بين حد أقصى (الضغط الانقباضي) وحد أدنى (الضغط الانبساطي). وكثيرًا ما يتم تبسيط كلا القيمتين في علم وظائف الأعضاء إلى قيمة واحدة وهي متوسط الضغط الشرياني (MAP)، والذي يحسب على النحو التالي:
(MAP ≈ 2/3 (BPdia) + 1/3 (BPsys
حيث:
- MAP = متوسط الضغط الشرياني
- BPdia = ضغط الدم الانبساطي
- BPsys = ضغط الدم الانقباضي

الاختلافات في متوسط ضغط الدم مسؤولة عن تدفق الدم من مكان إلى آخر في الدورة الدموية. معدل تدفق الدم يعتمد على كل من ضغط الدم ومقاومة الأوعية الدموية. ينخفض ضغط الدم عندما تتحرك الدورة الدموية بعيدًا عن القلب عبر الشرايين والشعيرات الدموية. تؤثر الجاذبية على ضغط الدم عن طريق القوات الهيدروستاتيكية (على سبيل المثال، أثناء الوقوف)، الصمامات في الأوردة، التنفس، والضخ الناتج عن انقباض العضلات الهيكلية أيضًا يؤثر على ضغط الدم في الأوردة.
يتم التعبير عن العلاقة بين الضغط والتدفق، والمقاومة في المعادلة التالية:
التدفق = الضغط / المقاومة
عند تطبيقها على نظام الدورة الدموية، نحصل على:
CO = (MAP - RAP) / TPR
حيث
- CO = (النتاج القلبي (لتر / دقيقة
- MAP = متوسط الضغط الشرياني (مم زئبق)، متوسط ضغط الدم عند مغادرته القلب
- RAP = ضغط الأذين الأيمن (مم زئبق)، متوسط ضغط الدم عند عودته إلى القلب
- TPR = المقاومة الطرفية الكلية (مم زئبق * دقيقة/ لتر)

وهناك نموذج مبسط لهذه المعادلة يفترض أن الضغط في الأذين الأيمن يقرب من الصفر 0 :
CO ≈ MAP / TPR
ضغط الدم المثالي في الشريان العضدي أقل من 120/80 مم زئبق. والشرايين الرئيسية الأخرى لديها مستويات مماثلة من تسجيلات ضغط الدم، فقط فوارق بسيطة جدًا بين الشرايين الرئيسية. متوسط الضغط في الشريان تحت الترقوة 120/80 والشريان الأورطي البطني هو 110/70 مم زئبق. يشير هذا الضغط الموحد نسبيًا في الشرايين إلى أن هذه الأوعية الدموية بمثابة خزان الضغط للسوائل التي يتم نقلها داخلها.
ينخفض الضغط تدريجيًا كلما تدفق الدم من الشرايين الرئيسية إلى الشرايين الأصغر والشعيرات الدموية حتى يتجمع الدم ويصل مرة أخرى إلى القلب عبر الأوردة؛ الوريد الأجوف مع مساعدة من العضلات. أي انخفاض في الضغط، يتم تحديد معدل التدفق بواسطة المقاومة. وفي حالة عدم وجود أمراض، لا توجد مقاومة للدم في الشرايين. حيث أن قطر الوعاء هو العامل الأكثر تحديدًا للمقاومة. وبالمقارنة مع الأوعية الدموية الصغيرة الأخرى في الجسم، فإن الشرايين البالغ قطرها (4 ملم)، مقاومتها منخفضة جدًا.
فرق الضغط بين الذراع والساق هو الفرق بين ضغط الدم الذي يُقاس في الذراعين وذلك الذي تم قياسه في الساقين. الطبيعي أن يكون أقل من 10 ملم زئبق، ولكنّه يزيد في حالات معينة مثل تضيق الشريان الأورطي.

## العوامل المحددة لمقاومة الوعاء الدموي
تعتمد المقاومة أيضًا على نصف قطر الوعاء، طول الوعاء، ولزوجة الدم، كما يتضح من معادلة هاجن-بوازوي. والمعادلة على النحو التالي:
ΔP= 8μLQ/ԉr4
- ΔP: انخفاض الضغط أو فرق الضغط
- μ: اللزوجة
- L: طول الوعاء. وفي حالة الأوعية ذات الأطوال بلا نهاية، يتم استبداله بقطر الوعاء.
- Q: معدل تدفق الدم في الأوعية الدموية
- r: نصف قطر الوعاء

بفرض ثبات تدفق الدم في الوعاء، على سبيل المثال إذا
P1 وP2 هي الضغوط في نهايات الوعاء، فإن فرق الضغط هو:
p1 - P2)/L=ΔP)

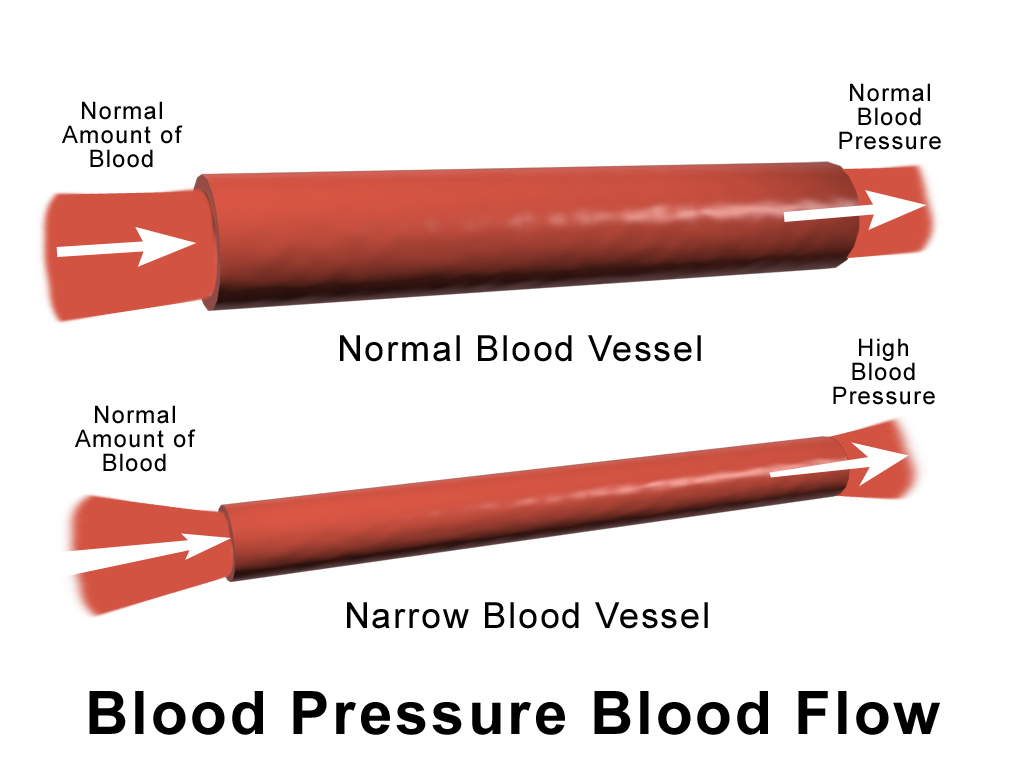
توضيح يُظهر كيف تضيق الأوعية الدموية أو انقباض الأوعية الدموية وارتفاع ضغط الدم.

الشرايين الكبيرة هي قنوات لها مقاومة منخفضة (بفرض عدم وجود تغييرات تصلب الشرايين) مع معدلات تدفق عالية والتي تولّد فرق صغير في الضغط. الشرايين الأصغر والشرينات لديها مقاومة أعلى، وتؤدي إلى انخفاض ضغط الدم الرئيسي في الدورة الدموية.
ضغط الدم في الشرينات أقل من ضغط الدم في الشرايين الرئيسية. وذلك نتيجة للتفرعات، فكلما زادت الانقسامات، زاد إجمالي مساحة المقطع، وبالتالي فإن الضغط يقل. هذا هو السبب في أن الشرينات لديها أعلى فرق للضغط. انخفاض ضغط الشرايين هو نتاج معدل التدفق والمقاومة: ΔP = س × المقاومة. المقاومة العالية في الشرينات تكون نتيجة لصغر نصف قطرها حيث يصل إلى أصغر من حوالي 30 ميكرون، فكلما صغر نصف القطر كلما زادت المقاومة لتدفق السوائل.
تلي الشعيراتُ الدموية الشرينات مباشرةً، ووفقًا للمنطق المُلاحَظ في الشرينات، فإننا نتوقع أن ضغط الدم يكون أقل في الشعيرات الدموية مقارنة بالشرينات. حيث أن الضغط هو القوة في وحدة المساحة، (P = F / A)
عندما تؤثر قوة خارجية عليه. نصف قطر الشعيرات الدموية صغير جدًا، وشبكة الشعيرات الدموية لديها أكبر مساحة في شبكة الأوعية الدموية البشرية، تبلغ (485 ملم). فيزيد مجموع مساحة المقطع، وينخفض متوسط السرعة وأيضًا الضغط.
المواد القابضة للأوعية الدموية يمكن أن تقلل من حجم الوعاء، وبالتالي تُزيد ضغط الدم. موسِّعات الأوعية الدموية (مثل النيتروغليسرين) تزيد حجم الوعاء، مما يقلل الضغط الشرياني.
إذا زادت لزوجة الدم (أصبح أكثر سُمكًا)، فإن ذلك يؤدي إلى زيادة ضغط الدم. هناك حالات طبية معينة يمكن أن تتغير فيها لزوجة الدم. على سبيل المثال، فقر الدم (انخفاض تركيز خلايا الدم الحمراء)، حيث تقل اللزوجة، في حين أن زيادة تركيز خلايا الدم الحمراء يزيد اللزوجة. كان يُعتقد أن الأسبرين والأدوية المضادة لـ «تجلط الدم» تقلل لزوجة الدم، ولكن وجدت الدراسات أنها تعمل عن طريق الحد من ميل الدم إلى التجلط.

## الاضطراب
يتأثر تدفق الدم أيضًا بمدى نعومة الأوعية الدموية، فقد تؤدي إلى: إما التدفق المضطرب (الفوضوي) أو التدفق الصفحي (السلس)، يحدث تقليل نعومة الأوعية بسبب تراكم الترسبات الدهنية على جدران الشرايين.
عدد رينولد (الرمز NR أو Re) هو العلاقة التي تساعد على تحديد جريان سائل في أنبوب. هنا؛ الدم في الأوعية الدموية.
تُكتب معادلة هذه العلاقة على النحو التالي:
NR= ρvL/μ
- ρ: كثافة الدم
- V: متوسط سرعة الدم
- L: البعد المميز للوعاء، هنا هو القُطر
- μ: لزوجة الدم

يتناسب عدد رينولد طرديًا مع السرعة وقطر الأنبوب. ويمثل عدد رينولد أقل من 2300 تدفق السوائل الصفحي، التي تتميز بحركة تدفق مستمر، في حين أن قيمة أكثر من 4000، تمثل التدفق المضطرب. ونظرًا لصغر نصف قطر الشعيرات الدموية والدم بها لديه أقل سرعة مقارنة مع غيرها من الأوعية الدموية، فإن العدد رينولد في الشعيرات الدموية منخفض جدًا، مما يجعل تدفق الدم صفحي بدلًا من التدفق المضطرب.

## توتر الجدار

ضغط الوعاء الدموي

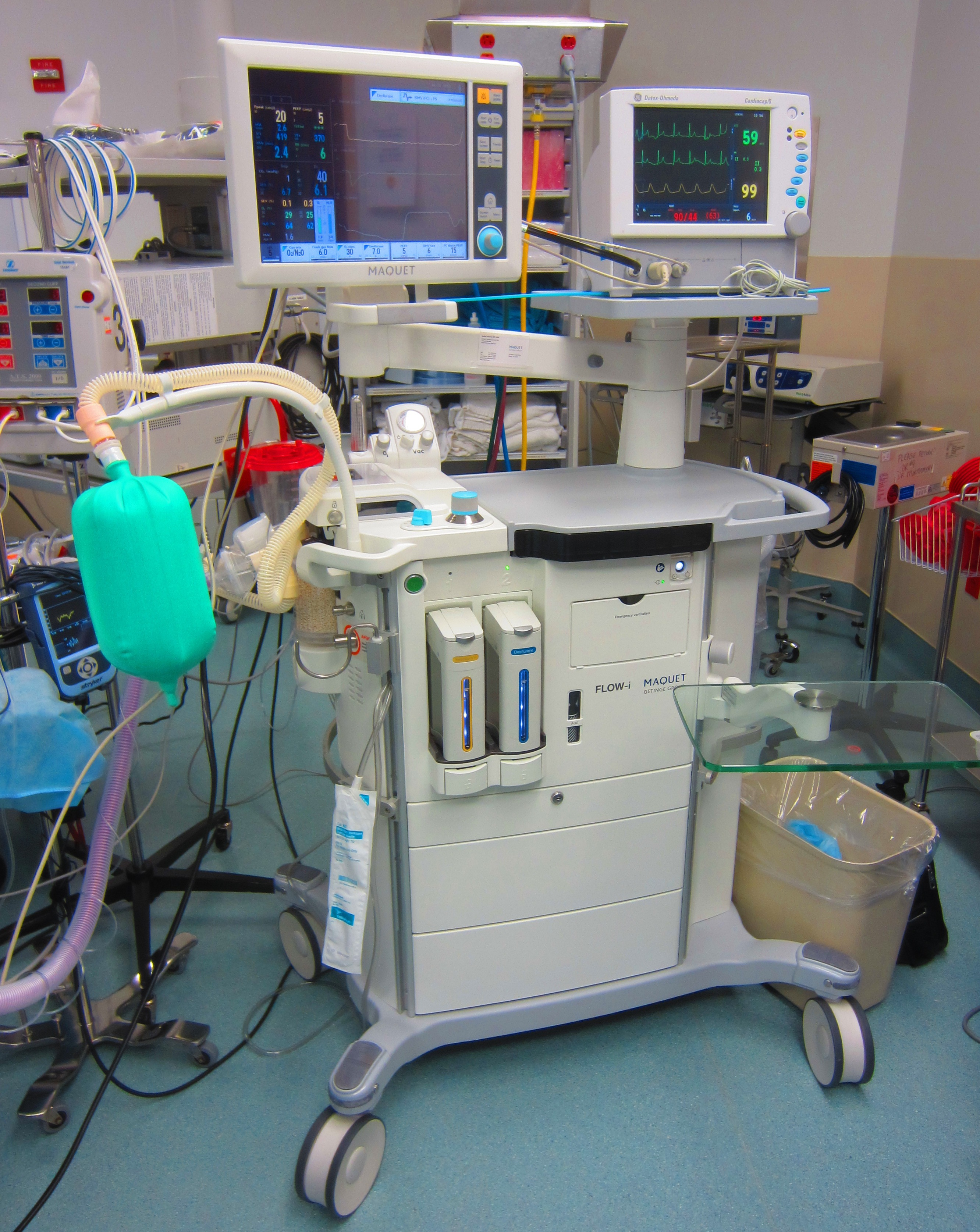
آلة تخدير مع الأنظمة المتكاملة لرصد العديد من مؤشرات الدورة الدموية، بما في ذلك ضغط الدم ومعدل ضربات القلب.

بغض النظر عن المكان، يرتبط ضغط الدم بتوتر جدار الوعاء الدموي وفقًا للمعادلة يونغ لابلاس (بفرض أن سمك جدار الوعاء الدموي صغير جدُا مقارنة بقطر تجويفه):
σθ = Pr/t
حيث:
- p هو ضغط الدم
- t هو سمك الجدار
- r هي نصف القطر الداخلي للوعاء
- σθ هو ضغط الوعاء الدموي

ولتكون المعادلة صالحة نفترض رقة الجدران حيث يجب ألّا يزيد سُمك جدار الوعاء الدموي عن واحد من عشرة (غالبًا ما يُشار إليه باعتباره واحد من عشرين) من نصف القُطر.
ضغط الوعاء، بدوره، هو متوسط القوة المبذولة (عموديًا على كل من المحور ونصف القطر) في جدار الوعاء، ويمكن وصفها على النحو التالي:
σθ = F/tl
حيث:
- F هي القوة المبذولة على مساحة جدار الوعاء التي تحتوي على طولين هما:
- t هو طول قطر الوعاء
- l هو الطول المحوري للوعاء

## السعة الوريدية
تُوصف الأوردة بأنها «الأوعية ذات السعة الكبيرة» حيث يكمُن أكثر من 70% من حجم الدم بالجسم في الأوردة. وهي أكثر مرونة من الشرايين وتتمدد لاستيعاب تغييرات الحجم.

## المراقبة
مراقبة الدورة الدموية هي مراقبة مؤشرات الدورة الدموية مع مرور الوقت، مثل ضغط الدم ومعدل ضربات القلب. ضغط الدم يمكن رصده عن طريق قياسه مرارًا وتكرارًا باستخدام أجهزة قياس الضغط.